# Ida Saxton McKinley
Ida Saxton McKinley (n. 8 iunie 1847 - d. 26 mai 1907) a fost soția lui William McKinley, al 25-lea Președinte al Statelor Unite ale Americii. A fost Prima Doamnă a Statelor Unite ale Americii între 1897 și 1901.